# Jésus-la-Caille
Ne doit pas être confondu avec M'sieur la Caille.
Pour les articles homonymes, voir Jésus (homonymie) et Caille (homonymie).
Jésus-la-Caille est le premier roman de l'écrivain français Francis Carco, publié en 1914 aux éditions du Mercure de France (Paris). 
Une nouvelle édition sous une forme augmentée est publiée en 1920 par la maison de Ronald Davis (1886-1931), ajoutant au texte original celui du roman de 1918, Les Malheurs de Fernande, qui en constituait la suite. Dès lors, cet ajout légèrement remanié constitue le livre troisième de l'ouvrage.

## Résumé
Paris, années 1910, dans les bas-fonds. Jésus-la-Caille, jeune gigolo du quartier Montmartre, vient de perdre son amoureux, Bambou, « poissé » par les « bourres ». Qui l'a « donné aux chiens » ? Ce pourrait bien être Pépé-la-Vache, dont on ne sait pas trop d'où provient l'argent.
Retourné par cette mésaventure, le jeune homme s'entiche de Fernande, prostituée et « môme » de Dominique-le-Corse, souteneur de son état. Mais cette même Fernande est convoitée par Pépé qui dénonce le Corse, pris en flagrant délit lors d'un cambriolage. Ce dernier à l'ombre, Fernande tombe, au grand dam de Pépé, dans les bras de Jésus-la-Caille, qui a cependant toujours en tête Bambou. Mais ce n'est qu'une passade et Pépé parvient bientôt à ses fins. Emmenant Fernande à Belleville, il pense la garder pour lui… jusqu'à ce que Fernande comprenne que Pépé est en fait un indic.
De retour à Montmartre, Fernande reprend son activité rue Lepic, mais avec moins de succès. C'est que Pépé la suit continuellement ! Et avec la réputation qu'il se traîne désormais, cela fait fuir le client. Désespérée, elle tente de se tourner à nouveau vers Jésus-la-Caille, mais Pépé la reprend de force. Jusqu'à ce que le Corse sorte de prison, et règle les comptes à sa façon.

## Réception
Sorti très peu de temps avant le déclenchement de ce qui allait devenir la Première Guerre mondiale, le premier livre de Carco reçoit un accueil médiocre de la part de la critique. Néanmoins, il devient rapidement un succès de librairie.

## Analyse
Le roman de Carco, dédié à Léopold Marchand, est une plongée dans le Paris interlope des années 1910 et plus largement de la Belle Époque, dans les quartiers populaires où l'on vit de rapine, de prostitution, où l'insécurité est grande dans un méli-mélo de bars louches, d'hôtels crasseux et de rues mal éclairées par les becs de gaz. Entre coups de filet de la brigade des mœurs et assassinats, le lecteur évolue dans un univers sombre évoqué dans le registre argotique de l'époque. Il donne la part belle à l'homosexualité.

## Éditions
- Jésus-la-Caille, Paris : Mercure de France, 1914. Édition originale, en deux parties.
- Jésus-la-Caille, Ronald Davis & Cie, 3 bois de Chas Laborde, 1920. Première édition complète en trois parties[2].
- Jésus-la-Caille, Émile Hazan & Cie, Paris, 1929 ; illustré par André Dignimont.
- Jésus-la-Caille, traduit en langue verte et illustré par Pierre Devaux, Paris, Éditions de la Nouvelle revue critique, 1939.
- Jésus-la-Caille, Le Livre de poche, no 310, 1980.

Il a été traduit en allemand au début des années 1920 par l'écrivain autrichien Fred Antoine Angermayer. Une nouvelle traduction de l'allemand a été faite en 2002 par Hans Thill (de). Toutes les traductions semblent toutefois buter sur la complexité induite par le vocabulaire argotique utilisé par Carco, Ina Hartwig indiquant que la traduction peut « paraître bizarre par moments ».
L'ouvrage a également été traduit en anglais en 1939 par Pierre Devaux.

## Adaptations
Le roman de Carco a connu plusieurs adaptations :
- 1952 : Jésus la Caille, adaptation pour le théâtre mise en scène par Pierre Valde. La pièce a été présentée le 11 janvier 1952 en première mondiale au théâtre des Célestins à Lyon (trois représentations du 11 au 13 janvier 1952). Elle s’est ensuite installée à Paris, au théâtre Gramont (première le 4 mars 1952), avant d’être reprise au théâtre Antoine (14, boulevard de Strasbourg) à partir du 25 juin 1952. Après la tournée d’été, elle est de nouveau jouée au théâtre Gramont, à partir de fin septembre 1952. La pièce est interprétée par Michel François, Catherine Seneur, Lila Kedrova, Léon Larive, René Havard, Jean Dova, Daniel Cauchy, Charles Moulin. Le rôle de Loupé, l'accordéoniste, est d'abord tenu par Raymond Fournier (de mars 1952 à juin 1952), puis par Jo Krasker (juin 1952 à janvier 1953)[3]. Dora Doll remplace Catherine Seneur à partir de l'hiver 1952[4].
- 1955 : M'sieur la Caille, film français réalisé par André Pergament.
- 2004 : Jésus la Caille, adaptation pour le théâtre mise en scène par Jacques Darcy, à l'Espace Cardin, avec Marie Laforêt.